# Trochochlamys ogasawarana
Trochochlamys ogasawarana es una especie de molusco gasterópodo de la familia Euconulidae en el orden de los Stylommatophora.

## Distribución geográfica
Es endémica del Japón. 